# UFC Fight Night: Grasso vs. Araújo
UFC Fight Night: Grasso vs. Araújo (también conocido como UFC Fight Night 212, UFC on ESPN+ 70 y UFC Vegas 62) fue un evento de artes marciales mixtas producido por Ultimate Fighting Championship que tuvo lugar el 15 de octubre de 2022 en las instalaciones del UFC Apex en Enterprise, Nevada, parte del área metropolitana de Las Vegas, Estados Unidos.

## Antecedentes
Originalmente se esperaba que el evento fuera encabezado por un combate de peso medio entre Jared Cannonier y Sean Strickland. Sin embargo, el combate se canceló después de que Strickland se retirara debido a una infección en el dedo. Ahora se espera que encabecen UFC Fight Night: Cannonier vs. Strickland el 17 de diciembre.
Se espera que en este evento tenga lugar un combate de peso mosca femenino entre Viviane Araújo y Alexa Grasso. El emparejamiento estaba previamente programado para el 13 de agosto de 2022 en UFC on ESPN: Vera vs. Cruz. Sin embargo, Grasso se retiró por problemas de visa que restringían su viaje y el combate se canceló. La pareja también estaba programada para enfrentarse en UFC 270, pero Araújo se retiró de ese evento debido a una lesión. Fueron programadas para encabezar este evento a principios de septiembre tras la cancelación del combate entre Cannonier y Strickland.
Se esperaba que Melsik Baghdasaryan se enfrentara a Joanderson Brito en un combate de peso pluma. Sin embargo, Baghdasaryan se retiró a finales de septiembre debido a una mano rota. Fue sustituido por Lucas Alexander.
Un combate de peso wélter entre Neil Magny y Daniel Rodriguez estaba programado para el evento. Sin embargo, Rodriguez se retiró del combate debido a una infección en el codo. Fueron reprogramados para el 5 de noviembre en UFC Fight Night: Mitchell vs. Evloev.
Se esperaba que Askar Askarov y Brandon Royval se enfrentaran en un combate de peso mosca. Sin embargo, se canceló un día antes del evento debido a problemas de corte de peso relacionados con Askarov.
En el pesaje, C.J. Vergara pesó 129 libras, tres libras por encima del límite del combate de peso mosca sin título. Se espera que el combate continúe en el peso de captura y que Vergara sea multado con el 30% de su bolsa, que fue a parar a su oponente Tatsuro Taira.

## Premios de bonificación
Los siguientes luchadores recibieron bonificaciones de $50000 dólares.
- Pelea de la Noche: Duško Todorović vs. Jordan Wright
- Actuación de la Noche: Jonathan Martinez y Tatsuro Taira